# Chersotis arcana
Chersotis arcana là một loài bướm đêm trong họ Noctuidae.